# Armes parlants
En heràldica, les armes parlants (també anomenades armes cantants) són els escuts d'armes representats per una càrrega que, d'alguna manera, interpreta gràficament el nom de la família o del municipi als quals correspon. Així, els elements que configuren aquest escut (els dits senyals parlants o senyals cantants) «parlen» o «canten» aquest nom de manera intuïtiva, sense necessitat de tenir coneixements heràldics previs.
La referència al nom del posseïdor d'aquestes armories es pot resoldre de diverses maneres:
- per simple representació, per exemple als escuts següents:

Castellfollit de la Roca porta un castell damunt un roc
Puigverd de Lleida: un puig verd
La Galera: una galera
La Palma de Cervelló: una palma
La Jonquera: una jonquera

- per aproximació fonètica, per exemple als escuts següents:

Falset: unes falçs
Sabadell: una ceba
Cervera: uns cérvols
Martorell: una mà, la mar, una torre i un martell
Castellterçol: un castell i tres sols

- per al·legoria, per exemple als escuts següents:

Rocallaura: un parell de rencontres de bou ajuntats per un jou, en referència als bous que llauren, a més del roc
Bellaguarda: una torre de guaita des d'on es pot fer una «bella guarda»
Santa Maria d'Oló: una rosa, en referència a la seva «olor»
Prat de Comte: una ovella pasturant

- per representació etimològica, per exemple als escuts següents:

Tornafort: un turó fortificat, del llatí tormo forte
Alàs i Cerc: una branca de roure, del llatí quercus
Alcoletge: un castell, de l'àrab al-qalat
Vallfogona de Riucorb: una vall i un foc, per etimologia popular